# Ljalja Mendybajewna Kusnezowa
Ljalja Mendybajewna Kusnezowa, geboren Ljalja Mendybajewna Chalitowa, (russisch Ляля Мендыбаевна Кузнецова, Geburtsname russisch Ляля Мендыбаевна Халитова; * 4. August 1946 in Uralsk) ist eine sowjetisch-russische Ingenieurin und Fotografin tatarischer Herkunft.

## Leben
Kusnezowa begann 1966 das Studium am Staatlichen Luftfahrt-Institut Kasan. Nach dem Abschluss des Studiums 1972 wurde sie als Ingenieurin im Forschungsinstitut Vakuummasch in Kasan angestellt. Sie heiratete Wladimir Kusnezow und bekam eine Tochter.
Nach dem Tode ihres Mannes begann sie 1977 zu fotografieren. 1978 wurde sie Fotografin im Staatlichen Kunstmuseum Kasan. Sie beteiligte sich an den Treffen der Fotografen in Litauen und wurde in die Union der Fotografen Litauens aufgenommen. 1980–1982 arbeitete sie für die Zeitung Wetschernaja Kasan und beschäftigte sich mit Problemen der modernen Mode. Sie wurde freie Fotografin und lebte von Aufträgen des Tatarischen Hauses der Mode.
Seit Ende der 1970er Jahre fotografierte Kusnezowa in Turkmenistan eines der letzten Zigeunerlager in der UdSSR. Wenig später setzte sie die Zigeuner-Serie in den Steppen bei Odessa fort, um Menschen darzustellen, denen ihre Rechte in der Gesellschaft vorenthalten wurden. Ihr Vorbild war Henri Cartier-Bresson.
Seit Mitte der 1980er Jahre wurden Kusnezowas Arbeiten in Europa und den USA ausgestellt und veröffentlicht, insbesondere in der Corcoran Gallery of Art. Sie nahm an der InterFoto 1996 in Moskau teil.

## Preise
- Leica Medal of Excellence der Zeitschrift Mother Jones (1997)[4]
- Grand Prix der Stadt Paris[4]